# André Morel (militaire)
André Morel, né le 10 septembre 1916 Grenoble, mort le 17 septembre 1979 à Toulon, est un sous-officier des Forces françaises libres pendant la Seconde Guerre mondiale.
Il se distingue à Bir Hakeim, à El Alamein, lors des campagnes de Tunisie et d'Italie puis dans les combats pour la Libération de la France. Il est Compagnon de la Libération.

## Biographie

### Jeunesse et formation
André Morel naît Grenoble le 10 septembre 1916. Il s'engage à seize ans à l'École des mousses sur le navire l'Armorique, puis il intègre en 1933 l'École des fusiliers marins.

### Premières armes
Il embarque comme fusilier marin sur le croiseur Dupleix en 1934, sur le Foch en 1937, et retourne sur le Dupleix en 1939 où il est encore à la déclaration de la Seconde Guerre mondiale ; il est nommé en mars 1940 au Dépôt des équipages à Toulon.

### Seconde Guerre mondiale, combats de la France libre
André Morel choisit de répondre à l'Appel du 18 Juin du général de Gaulle. Il passe en Angleterre et s'y engage dans les Forces françaises libres le 1er juillet 1940, comme officier marinier, avec le grade de maître principal,.
Il est nommé au 1er bataillon de fusiliers marins et participe à l'expédition de Dakar en octobre 1940, puis à la campagne du Gabon le mois suivant, pour rallier ce territoire à l'Afrique française libre.
Il part ensuite avec le 1er BFM pour la Palestine et participe à partir du 13 juin 1940 à la Campagne de Syrie, au cours de laquelle il est blessé à la poitrine le 18 juin 1941.
André Morel rejoint ensuite la Libye et prend part avec son bataillon aux combats de la France libre dans la guerre du Désert. André Morel se distingue à la bataille de Bir Hakeim du 27 mai au 11 juin 1942. Sa conduite à Bir Hakeim lui vaut la médaille militaire. Il participe ensuite à la bataille d'El Alamein en octobre 1943, et l'année suivante à la campagne de Tunisie.
Avec son bataillon considérablement renforcé et devenu le 1er régiment de fusiliers marins, il se fait de nouveau remarquer en 1944 lors de la Campagne d'Italie puis dans les combats pour la Libération de la France, aux abords de Toulon puis d'Autun.
Avec quelques marins, le premier maître fusilier André Morel opère le 12 septembre 1944 à Nod-sur-Seine la jonction avec les éléments de la division Leclerc, débarquée en Normandie.
Il est plus tard blessé de nouveau, lors de la campagne d'Alsace en octobre 1944, devant Belfort. Il est créé Compagnon de la Libération par le décret du 28 mai 1945.

### Indochine, Maroc, Algérie
Après la Seconde Guerre mondiale, André Morel part en Indochine, puis est affecté à la base amphibie d'Arzew en Algérie de 1947 à 1949, à Toulon de 1949 à 1951. Il participe ensuite à la guerre d'Indochine jusqu'en 1954. Il sert au Maroc de 1954 à 1956, puis à Toulon et Saint-Mandrier, et en Algérie de 1959 à 1962. Il est officier principal des équipages à la base aéronavale de Saint-Mandrier lors de sa fin de carrière en 1966.
André Morel meurt le 17 septembre 1979 à Toulon,, où il est inhumé.

## Hommages et distinctions

### Distinctions
André Morel reçoit les distinctions suivantes :
- Commandeur de la Légion d'honneur ;
- Compagnon de la Libération, par décret du 28 mai 1945 ;
- Médaille militaire ;
- Croix de guerre 1939-1945, avec cinq citations ;
- Croix de guerre des Théâtres d'opérations extérieurs ;
- Médaille de la Résistance avec rosette ;
- Médaille coloniale avec mention « Bir-Hakeim » ;
- Croix du combattant volontaire de la Résistance ;
- Médaille commémorative des services volontaires dans la France libre.

### Autres hommages
- Une compagnie de fusiliers marins porte son nom, la compagnie de fusiliers marins Morel, qui est chargée de la défense du centre de transmissions de Sainte-Assise, en Seine-et-Marne[5].
- Le centre de préparation militaire Marine de Grenoble porte son nom[6].
- Son nom figure sur la grande stèle commémorative des compagnons de la Libération, au musée de l'Armée, à Paris.
- Il figure aussi sur la stèle pour les six Grenoblois compagnons de la Libération, à Grenoble[7].